# Megalithanlagen auf dem Golan

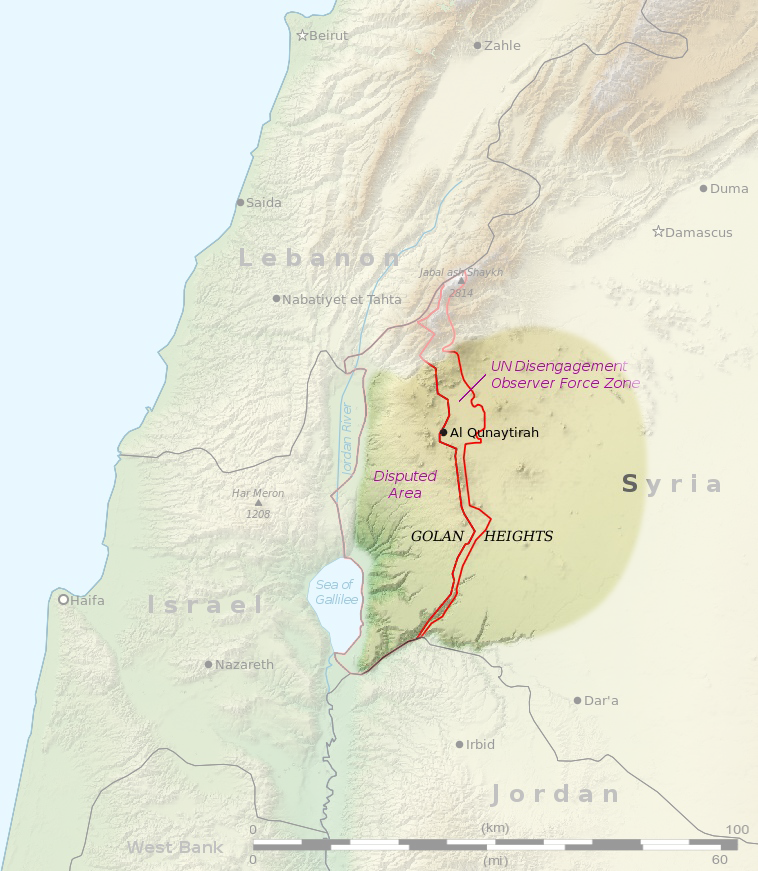
Karte des Golan

Die Megalithanlagen auf dem Golan umfassen mehr als dreißig Dolmenkonzentrationen. Die frühesten Funde stammen aus der frühen Mittelbronzezeit (EBA IV B-C nach Albright), ca. 2250–1950 v. Chr. Dies schließt nicht aus, dass die Dolmen früher erbaut wurden.

## Beschreibung
Die Archäologin Claire Epstein (1911–2000) dokumentierte in den 1970er Jahren akribisch die Dolmen auf den Golanhöhen in einer grundlegenden Publikation. Sie unterscheidet sechs Typen von Dolmen, teilweise mit Untertypen, daneben kommen hybride Strukturen vor.
1. Trilithen: kleine, freistehende Strukturen, die aus zwei Orthostaten und einem Deckstein bestehen[3].
2. Rechteckige Untergrund-Kammern mit einem engen Eingang an der Schmalseite. Die Kammern werden von 2 bis 3 Orthostaten an den Längsseiten gebildet, die Rückseite besteht aus einem einzelnen Stein[4].
3. Rechteckige Untergrundkammern wie Nr. 2, der Zugang ist durch Portalsteine gegliedert, das Steindach wird durch vorkragende Steine gestützt.[5]
4. wie Nr. 3, aber mit gerundeten Ecken, Schmalseiten aus einem Orthostaten gebildet[6].
5. Ovale bis eiförmige Kammern, Apsiswand aus kleineren Steinen, mit einem großen Deckstein abgedeckt[7].
6. Grob rechteckige Kammer, größte Breite in der Mitte, Eingang auf einer Schmalseite, vier bis sechs Orthostaten an den Längsseiten, Einzelstein an der einen Schmalseite, mehrere Reihen vorkragender kleinerer Steine tragen das Dach. Ein niedriger Hügel bedeckt das verschlossene Ende[8].

Die Kammern der Dolmen sind rechteckig, trapezoid oder oval. Sie wurden aus ausgesuchten, nur teilweise geglätteten Platten aus lokalem Basalt errichtet. Sie sind innen oft gepflastert und zumeist mit einem einzigen Deckstein versehen, der mitunter die Tragsteine weit überragt. Auf den Decksteinen kommen Rinnen und Schälchen vor. Einige Kammern wurden durch eine vertikale Platte mit Seelenloch in zwei Bereiche unterteilt. In anderen gibt es horizontal Falze in den Wänden für das Einschieben einer Platte, wodurch zwei Etagen entstanden.
Die meisten Dolmen lagen unter mächtigen Steinhügeln. Gänge waren häufig vorhanden, aber meist nur kurz. Ein Dolmen in der Nekropole von Deir Saras besitzt einen überdachten Gang von vier Metern Länge. Der größte der 1972 von C. Epstein freigelegten 15 Dolmen ist 10 m lang und 1,3 m breit. Die Höhe der meisten beträgt etwa 1,5 m.
Die größeren Hügel der Golanhöhen wurden schon früh geplündert.

## Verbreitung
Die Dolmen kommen sowohl in „Dolmenfeldern“ als auch als Einzelstrukturen vor. Epstein interpretiert erstere als Stammesfriedhöfe.

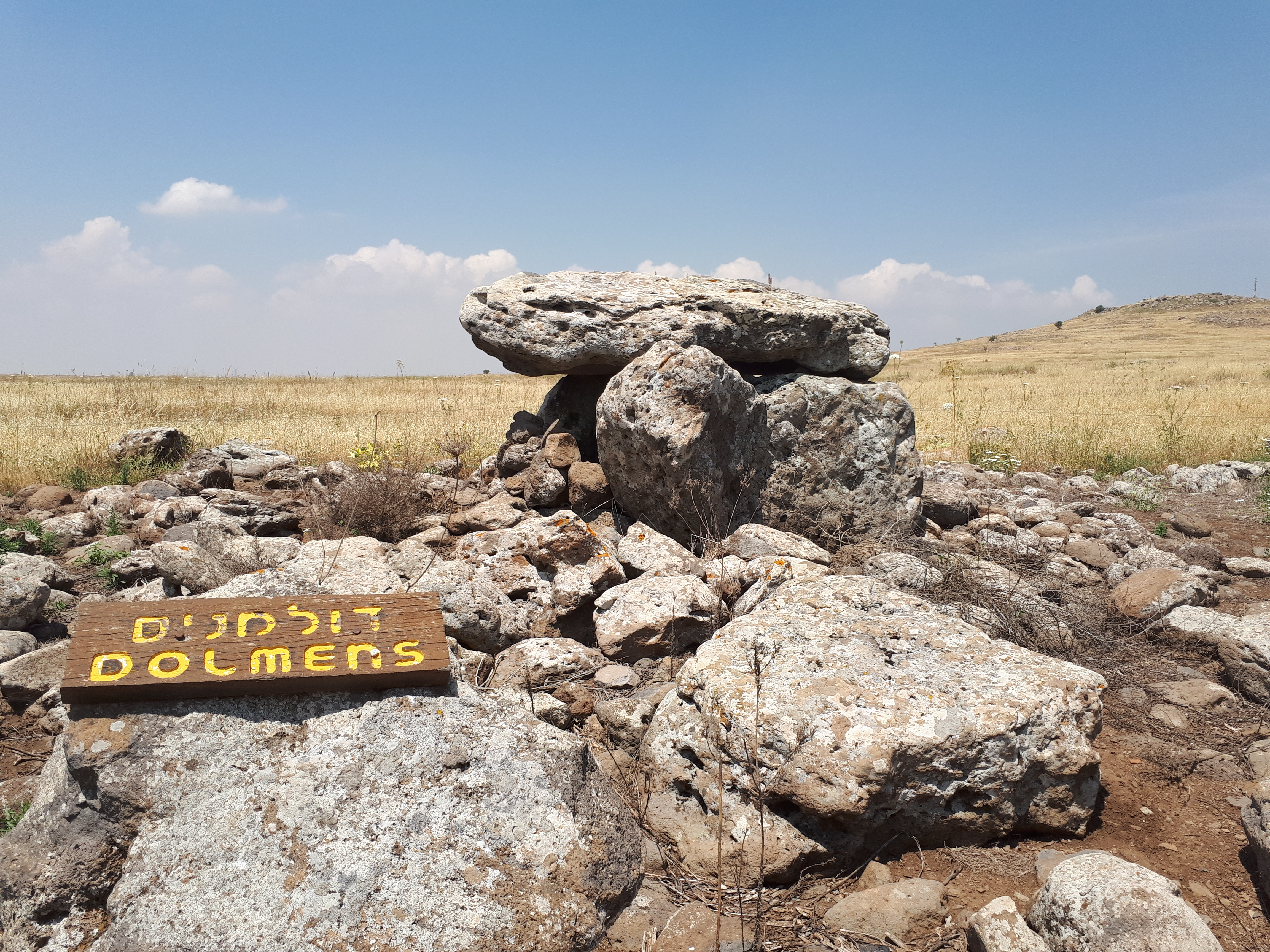
Dolmen bei Gamla

Die wichtigen megalithischen Bereiche sind:
- Givat Bazak: Östlich von Gamla 150–200 Trilithen (Typ 1)
- Maale Gamla: Auf der Südseite des Daliyoth Tals. Überhügelte Dolmen.
- Nahal Bathra/Daliyoth: Eine besondere Art von kleinen Dolmen
- Rujm el-Hiri: Bei Gamla, Megalithbauwerk aus vier konzentrischen Steinwällen. Diese prähistorische Stätte wird auch als „Stonehenge des Golan“ bezeichnet. Daneben zahlreiche Dolmen.
- Yehudiya (bei Katzrin): Hügel nördlich des alten Dorfes.

Bei Gamla gibt es einige hundert kleine freistehende Dolmen auf rund drei Quadratkilometern. Von ehemaligen Tumuli sind kaum Spuren vorhanden. Die älteste Keramik entsprach jener der frühbronzezeitlichen  Schachtgräber westlich des Jordans. Einige Lanzenspitzen und Dolche aus Kupfer unterscheiden sich aber von Waffen aus den Anlagen deutlich.
Ein Dolmen in Rasm Ḥarbuš (No. 27), der über den Resten eines Gebäudekomplexes der Ghassul-Kultur errichtet wurde, zeigt, dass dieser jünger sein muss, ein weiterer (No. 28) enthält Reste der Hauswand. In ʿAin el-Ḥariri lagen zwei Grabhügel über den Resten chalkolithischer Häuser.
Etwa achtzig Kilometer südlich des Golan wurde das große Dolmenfeld Ala-Safat auf der linken Jordanseite 1942–43 vom Moshe Stekelis untersucht.